# Ophiacantha spectabilis
Ophiacantha spectabilis är en ormstjärneart som beskrevs av Georg Ossian Sars 1871. Ophiacantha spectabilis ingår i släktet Ophiacantha och familjen knotterormstjärnor. Inga underarter finns listade i Catalogue of Life.